# Дмитровка (Талдомский городской округ)
Дмитровка — деревня в Талдомском районе Московской области России. Входит в сельское поселение Ермолинское.

## География
Расположена на севере Московской области, в восточной части Талдомского района, примерно в 13 км к востоку от центра города Талдома, с которым связана прямым автобусным сообщением (маршруты № 28 и № 34), на территории участка Апсаревское урочище государственного природного заказника регионального значения Журавлиная родина. В деревне находится биостанция заказника. Ближайшие населённые пункты — деревни Бородино, Ельцыново и Есаулово.

## История
В «Списке населённых мест» 1862 года — владельческая деревня 2-го стана Калязинского уезда Тверской губернии между Дмитровским и Углицко-Московским трактами, в 56 верстах от уездного города и 11 верстах от становой квартиры, при колодце, с 22 дворами и 180 жителями (86 мужчин, 94 женщины).
По данным 1888 года входила в состав Семёновской волости Калязинского уезда, проживал 161 человек (75 мужчин, 86 женщин).
По материалам Всесоюзной переписи населения 1926 года — центр Дмитровского сельского совета Семёновской волости Ленинского уезда Московской губернии, в 9,6 км от Кашинского шоссе и 10,7 км от станции Талдом Савёловской дороги, проживало 184 жителя (93 мужчины, 91 женщина), насчитывалось 43 хозяйства, среди которых 33 крестьянских.
С 1929 года — населённый пункт в составе Ленинского района Кимрского округа Московской области.
Постановлением ЦИК и СНК от 23 июля 1930 года округа как административно-территориальные единицы были ликвидированы. Постановлением Президиума ВЦИК от 27 декабря 1930 года городу Ленинску было возвращено историческое наименование Талдом, а район был переименован в Талдомский.
1930—1952 гг. — центр Дмитровского сельсовета Талдомского района.
1952—1959 гг. — деревня Куниловского сельсовета Талдомского района.
1959—1963, 1965—1992 гг. — деревня Припущаевского сельсовета Талдомского района.
1963—1965 гг. — деревня Припущаевского сельсовета Дмитровского укрупнённого сельского района.
1992—1994 гг. — деревня Юркинского сельсовета Талдомского района.
1994—2006 гг. — деревня Юркинского сельского округа Талдомского района.
С 2006 г. — деревня сельского поселения Ермолинское Талдомского муниципального района Московской области.

## Население
| 1859 | 1888 | 1926 | 2002 | 2006 | 2010 |
| ---- | ---- | ---- | ---- | ---- | ---- |
| 180  | ↘161 | ↗184 | ↘2   | ↗6   | ↘1   |